# Lliga Liberal Catalana
La Lliga Liberal Catalana ("Liga Liberal Catalana") fue un partido político español de ámbito catalán que existió durante la Transición.
Fue fundada en 1976 por Salvador Millet, antiguo miembro del Club Catalònia, Octavi Saltor y Modest Sabaté. Se trataba de antiguos militantes de la Liga Catalana, poco o nada vinculados al franquismo, que pretendían recuperar su espacio político como una opción de derecha liberal, regionalista, monárquica, demócrata y atlantista, pero que no supo conectar con los empresarios ni con las clases medias.
Se coligó para las elecciones generales de 1977 con Acció Democràtica para formar la Lliga de Catalunya-Partit Liberal Català, pero los malos resultados (la coalición solo obtuvo 20 103 votos, un 0,66 %) provocaron una crisis y la desintegración del partido en 1979. El sector más joven ingresó en la Unió del Centre de Catalunya (UCC).